# Baby Gabi
Baby Gabi, pseudonimo di Gabriella Szklenár (Budapest, 26 maggio 1978), è una cantante ungherese, ex componente delle Baby Sisters.

## Carriera
Gabriella Szklenár è salita alla ribalta nel 1997 come componente del girl group Baby Sisters insieme ad Éva Bognár e a Klára Hertelendi. Hanno pubblicato quattro album prima del loro scioglimento nel 2001, anno in cui la cantante ha avviato la sua carriera da solista adottando lo pseudonimo Baby Gabi.
Il suo album di debutto, Van-e helyem?, è uscito nel 2003 e ha raggiunto l'8ª posizione nella classifica ungherese, superato dal secondo album Hazudj még nekem, uscito l'anno successivo, che ha raggiunto il 2º posto. Ha pubblicato in totale sette album in studio, fra cui un album di duetti con popolari artisti ungheresi. Nel 2015 ha partecipato alla terza edizione del programma canoro Sztárban sztár.

## Discografia

### Album in studio
- 2003 – Van-e helyem?
- 2004 – Hazudj még nekem
- 2005 – Szivárvány
- 2007 – Duett album
- 2008 – Csupaszív
- 2010 – Elmond6om
- 2012 – Lírák
- 2021 – Így szép a világ
- 2023 – FőniX

### Raccolte
- 2017 – Best of Baby Gabi

### Singoli
- 2002 – Van-e helyem?
- 2002 – Gyere haza
- 2002 – Szerelemgép
- 2002 – Őrült szerelem (con Lala)
- 2004 – Fáj minden szó
- 2004 – Darabokra szakítod a szivemet (con Lala)
- 2005 – Van egy kulcs (con Lala)
- 2005 – Ha újra kezdhetném
- 2006 – Hova sodor a szél (con Kefir)
- 2020 – Suhan a szánkó
- 2020 – Így szép a világ
- 2020 – Elmúlt a nyár
- 2021 – Álmom lát 2018